# Thom Yorke
Thomas Edward "Thom" Yorke (n. 7 octombrie 1968, Wellingborough, Northamptonshire, Anglia) este solistul trupei britanice de rock alternativ Radiohead. A înregistrat piese și în calitate de muzician solo; albumul său de debut, The Eraser, a fost lansat pe 10 iulie 2006 în Marea Britanie, respectiv pe 11 iulie în Statele Unite.
Cântă în special la chitara electrică, la cea acustică și la pian, dar a cântat și la percuție și chitară bas (mai ales în timpul sesiunilor de înregistrări pentru albumele Kid A și Amnesiac).

## Discografie

### Album de studio
- The Eraser (10 iulie 2006)

### EP
- Spitting Feathers (22 noiembrie 2006)

### Album remix
- The Eraser Rmxs (27 august 2008)